# Coppa delle Nazioni U23 UCI 2011
La Coppa delle Nazioni U23 UCI 2011 fu la quinta edizione della competizione organizzata dalla Unione Ciclistica Internazionale, passaggio obbligato per i ciclisti di meno di 23 anni che desideravano partecipare alle gare a loro riservate ai Campionati del mondo di ciclismo su strada 2011. Comprendeva sei gare ed era riservata alle squadre nazionali, permettendo loro di accumulare punti e determinare il numero di posti assegnati a ciascuna di esse ai campionati del mondo.

## Calendario
| Data           | Gara                                       | Vincitore               | Vincitore (Nazioni) | Leader (Nazioni) |
| -------------- | ------------------------------------------ | ----------------------- | ------------------- | ---------------- |
| 9 aprile       | Giro delle Fiandre Under-23 (2011)         | Salvatore Puccio        | Italia              | Italia           |
| 13 aprile      | La Côte Picarde (2011)                     | Arnaud Démare           | Francia             | Francia          |
| 16 aprile      | ZLM Tour (2011)                            | Luke Rowe               | Regno Unito         | Francia          |
| 19-23 aprile   | Toscana-Terra di ciclismo (2011)           | Georg Preidler          | Austria             | Francia          |
| 2-5 giugno     | Coupe des Nations Ville de Saguenay (2011) | Christopher Juul Jensen | Danimarca           | Francia          |
| 4-11 settembre | Tour de l'Avenir (2011)                    | Esteban Chaves          | Colombia            | Francia          |

## Classifica
| Pos. | Paese       | Punti |
| ---- | ----------- | ----- |
| 1    | Francia     | 121   |
| 2    | Italia      | 97    |
| 3    | Danimarca   | 83    |
| 4    | Regno Unito | 56    |
| 5    | Belgio      | 53    |
| 6    | Kazakistan  | 49    |
| 7    | Australia   | 44    |
| 8    | Stati Uniti | 44    |
| 9    | Germania    | 44    |
| 10   | Russia      | 37    |